# Corps de garde de Roz-sur-Couesnon
Le corps de garde de Roz-sur-Couesnon est un bâtiment du XVIIe siècle, destiné à la surveillance de la baie du Mont-Saint-Michel. Il est situé au lieu dit "le corps de garde" sur la commune française de Roz-sur-Couesnon, dans le département d'Ille-et-Vilaine.

## Les corps de garde côtiers
Les corps de garde côtiers s'inscrivent parmi une série de constructions voulues par Sébastien Le Prestre de Vauban à la fin du XVIIe ou au début du XVIIIe siècle. Leur rôle était de prévenir tout débarquement d’ennemis sur les côtes.
Celui de Roz-sur-Couesnon faisait partie d’un ensemble de 46 corps de garde situés entre Saint-Pol-de-Léon dans le Finistère et le Couesnon. Il n’en reste aujourd’hui qu’une dizaine. Il abritait un détachement de miliciens garde-côtes, recrutés dans la population locale par tirage au sort. Les bons numéros constituaient la compagnie du Guet. Les mauvais numéros formaient la compagnie détachée qui devait, en cas de conflit, prendre position à la Varde (Rothéneuf).

## Localisation
Le bâtiment est situé au sommet du massif de Saint-Broladre qui domine la baie du Mont-Saint-Michel du haut de ses 80 m. La vue portait toute la baie et l'estuaire du Couesnon. 

## Historique
La compagnie affectée au corps de garde comprenait un capitaine, un lieutenant, un enseigne, de deux sergents, trois caporaux, trois aides caporaux, un tambour et 41 fusiliers ou canonniers. En 1758,lors d'une attaque anglaise (guerre de Sept Ans), la compagnie a eu son capitaine et son lieutenant tués et cinq miliciens emprisonnés, mais les assaillants furent repoussés. 
Le corps de garde a été déclaré patrimoine national[Quoi ?] en 1857. Longtemps propriété privée, il a été acquis par la commune dans les années 2010.

## Description
Le bâtiment comprend la salle de garde de 6 m2, avec une cheminée et une prison de 2 m2.